# Dùng (thị trấn)
Dùng là thị trấn huyện lỵ của huyện Thanh Chương, tỉnh Nghệ An, Việt Nam.
Thị trấn Dùng có diện tích 2,84 km², dân số năm 1999 là 5.676 người, mật độ dân số đạt 1.999 người/km².
Ngày 1 tháng 12 năm 2024, Thành lập thị trấn Dùng trên cơ sở nhập toàn bộ diện tích tự nhiên là 7,77 km2, quy mô dân số là 6.919 người của xã Thanh Lĩnh, toàn bộ diện tích tự nhiên là 5,54 km2, quy mô dân số là 5.379 người của xã Thanh Đồng và toàn bộ diện tích tự nhiên là 6,54 km2, quy mô dân số là 11.374 người của thị trấn Thanh Chương. Sau khi thành lập, thị trấn Dùng có diện tích tự nhiên là 19,85 km2 và quy mô dân số là 23.672 người.
Thị trấn Dùng giáp các xã Đại Đồng, Đồng Văn, Thanh Hương, Thanh Ngọc, Thanh Phong, Thanh Thịnh và Thanh Tiên; 